# Kimbrere
Kimbrerne var en stamme, der angiveligt kommer fra det nuværende Danmark, sandsynligvis i Himmerland. Kimbrerne omtales første gang i 113 f.Kr., da de sammen med teutonere og ambronere drog mod Romerriget. Følgen var en række krigeriske sammenstød, der endte med et nederlag 101 f.Kr. ved Vercellae. Langt senere, omkring Kristi fødsel, omtales kimbrerne atter, og det nævnes, at de boede nordligst på den jyske halvø. Et kort tegnet af Ptolemæus og dateret til 135-142 e.Kr. skal med stor sandsynlighed tilbagedateres til samme tid.